# Leopold Cohn
Leopold Cohn (ur. 14 stycznia 1856 w Sępólnie Krajeńskim, zm. 18 listopada 1915 we Wrocławiu) – niemiecki filolog klasyczny, bibliotekarz.

## Życiorys
W 1866 zapisał się do gimnazjum w Chełmnie, uzyskując tam maturę w 1873, po czym podjął studia na Uniwersytecie Wrocławskim, kończąc je doktoratem w 1878. W 1884 na macierzystej uczelni obronił rozprawę habilitacyjną i został tam privatdozentem, prowadząc wykłady. Ponadto uzyskał w 1889 angaż na stanowisko bibliotekarza w tej uczelni, zostając kustoszem. W 1897 otrzymał tytuł profesora, jednocześnie dalej pracując w uniwersyteckiej bibliotece. Wykładał także w Żydowskim Seminarium Teologicznym.
Pochowany został na cmentarzu żydowskim przy ul. Lotniczej.

## Publikacje naukowe L. Cohna
- Quaestiones Eustathianae. Wrocław, 1878 (rozprawa doktorska)
- De Aristophane Byzantio et Suetonio Tranquillo Eustathi Auctoribus. Lipsk, 1881.
- Untersuchungen über die Quellen der Plato-Scholien. Lipsk, 1884.
- De Heraclide Milesio Grammatico. Berlin, 1884.
- Zu den Paroemiographen. Wrocław, 1887
- Philonis Alexandrini libellus De opificio mundi. Wrocław, 1889
- Zur Handschriftlichen Ueberlieferung, Kritik und Quellenkunde der Paroemiographen. Lipsk, 1892.
- Philonis Alexandrini Opera quae supersunt (z Paulem Wendlandem) 1896-1915.